# Список государственных комитетов Республики Беларусь
Государственные комитеты Республики Беларусь (бел. Дзяржаўныя камітэты Рэспублікі Беларусь) – республиканские органы государственного управления (функциональные или отраслевые), призванные проводить государственную политику, осуществлять регулирование и управление в определённой отрасли или сфере деятельности и координировать деятельность других республиканских органов государственного управления в этой отрасли или сфере деятельности. Председатели государственных комитетов приравниваются к министрам. В списке представлены государственные комитеты Республики Беларусь с 1991 года.
Помимо государственных комитетов, в 1991–2006 годах действовал ряд комитетов при Совете Министров Республики Беларусь. В 2006 году комитеты при Совете Министров Республики Беларусь были реорганизованы, и двумя возможными видами республиканских органов государственного управления, подчинённых Правительству, стали министерства и государственные комитеты. Кроме того, в структуре министерств существовали комитеты (впоследствии упразднены или преобразованы в управления и департаменты). По состоянию на 2023 год существуют также комитеты при областных и Минском городском исполнительном комитете в качестве структурных подразделений первого уровня.
Жирным шрифтом выделены государственные комитеты, существующие по состоянию на март 2024 года.

## Список государственных комитетов
- Государственный военно-промышленный комитет Республики Беларусь (Госкомвоенпром) – образован 30 декабря 2003 года[4]
- Государственный высший аттестационный комитет Республики Беларусь (ВАК) – образован 11 января 1997 года путём преобразования Высшего аттестационного комитета Республики Беларусь, 24 сентября 2001 года объединён с Государственным комитетом по науке и технологиям и Государственным патентным комитетом в Комитет по науке при Совете Министров Республики Беларусь, в структуре которого был создан Высший аттестационный комитет, не являющийся юридическим лицом[5]
- Государственный комитет по авиации Республики Беларусь (Госкомавиация) – образован 4 апреля 1995 года на базе Департамента гражданской авиации и Комитета по использованию воздушного и космического пространства и управлению воздушным движением Министерства транспорта и коммуникаций Республики Беларусь, 5 мая 2006 года присоединён к Министерству транспорта и коммуникаций как Департамент по авиации[6]
- Государственный комитет по архивам и делопроизводству Республики Беларусь (Госкомархив) – образован 11 января 1997 года путём преобразования Комитета по архивам и делопроизводству Республики Беларусь, 24 сентября 2001 года преобразован в Государственное учреждение «Национальный центр по архивам и делопроизводству»[7]
- Государственный комитет по гидрометеорологии Республики Беларусь (Госкомгидромет) – образован 11 января 1997 года путём преобразования Комитета по гидрометеорологии Министерства по чрезвычайным ситуациям и защите населения от последствий катастрофы на Чернобыльской АЭС, 24 сентября 2001 года ликвидирован, функции переданы Департаменту гидрометеорологии Министерства природных ресурсов и охраны окружающей среды[8]
- Государственный комитет пограничных войск Республики Беларусь (Госкомпогранвойск) – образован 11 января 1997 года путём преобразования Главного управления пограничных войск Республики Беларусь, 25 сентября 2007 года переименован в Государственный пограничный комитет Республики Беларусь[9]
- Государственный комитет по делам молодёжи Республики Беларусь – образован 17 июня 1996 года в результате преобразования Комитета по делам молодёжи Министерства образования и науки, ликвидирован 24 сентября 2001 года, функции переданы Департаменту по делам молодёжи Министерства образования[10]
- Государственный комитет по делам религий и национальностей Республики Беларусь – образован 11 января 1997 года в результате преобразования Совета по делам религий при Кабинете Министров Республики Беларусь, упразднён 24 сентября 2001 года, функции переданы структурному подразделению по делам религий и национальностей Совета Министров[11]
- Государственный комитет по земельным ресурсам, геодезии и картографии Республики Беларусь (Госкомзем) – образован 11 января 1997 года в результате преобразования Комитета по земельным ресурсам Министерства природных ресурсов и охраны окружающей среды, 24 сентября 2001 года преобразован в Комитет по земельным ресурсам, геодезии и картографии при Совете Министров[12]
- Государственный комитет по имуществу Республики Беларусь (Госкомимущество) – образован 5 мая 2006 года в результате присоединения Фонда государственного имущества Министерства экономики к Комитету по земельным ресурсам, геодезии и картографии при Совете Министров[13]
- Государственный комитет по материальным резервам Республики Беларусь (Госкомрезерв) – образован 11 января 1997 года в результате преобразования Главного управления по государственным материальным резервам при Кабинете Министров, 24 сентября 2001 года преобразован в Комитет по материальным резервам при Совете Министров[14]
- Государственный комитет по науке и технологиям Республики Беларусь (ГКНТ; первое формирование) – образован 11 января 1997 года в результате преобразования Комитета по науке и технологиям Министерства образования и науки, 24 сентября 2001 года объединён с Государственным высшим аттестационным комитетом и Государственным патентным комитетом в Комитет по науке при Совете Министров[15]
- Государственный комитет по науке и технологиям Республики Беларусь (ГКНТ; второе формирование) – образован 12 февраля 2004 года в результате преобразования Комитета по науке и технологиям при Совете Министров[16]
- Государственный комитет по стандартизации, метрологии и сертификации Республики Беларусь (Госстандарт) – образован 11 января 1997 года в результате преобразования Комитета по стандартизации, метрологии и сертификации Министерства образования и науки, 24 сентября 2001 года преобразован в Комитет по стандартизации, метрологии и сертификации при Совете Министров[17]
- Государственный комитет по стандартизации Республики Беларусь (Госстандарт) – образован 5 мая 2006 года в результате объединения Комитета по стандартизации, метрологии и сертификации при Совете Министров, Комитета по энергоэффективности при Совете Министров и Департамента государственного строительного надзора Министерства архитектуры и строительства[18]
- Государственный комитет по ценным бумагам Республики Беларусь – образован 20 июля 1998 года в результате преобразования Комитета по ценным бумагам при Министерстве финансов, 24 сентября 2001 года преобразован в Комитет по ценным бумагам при Совете Министров[19]
- Государственный комитет по энергосбережению и энергетическому надзору Республики Беларусь (Госкомэнергосбережения) – образован 11 января 1997 года в результате преобразования Комитета по энергосбережению и энергетическому надзору Министерства топлива и энергетики, 24 сентября 2001 года преобразован в Комитет по энергоэффективности при Совете Министров[20]
- Государственный комитет Республики Беларусь по антимонопольной политике (Антимонопольный комитет) – образован 23 декабря 1992 года в результате преобразования Комитета по антимонопольной политике при Совете Министров, 23 сентября 1994 года преобразован в Министерство по антимонопольной политике[21]
- Государственный комитет Республики Беларусь по архитектуре и строительству (Госстрой) – переименование Государственного комитета БССР по архитектуре и строительству (официально переименован 10 января 1992 года), 26 августа 1994 года упразднён, функции переданы Министерству архитектуры и строительства[22]
- Государственный комитет Республики Беларусь по внешним экономическим связям (Госвнешэкономсвязи) – переименование Государственного комитета БССР по внешним экономическим связям, 14 марта 1994 года преобразован в Министерство внешних экономических связей[23]
- Государственный комитет Республики Беларусь по материально-техническому снабжению (Госснаб) – переименование Государственного комитета БССР по материально-техническому снабжению, 10 января 1992 года упразднён в связи с образованием Министерства ресурсов[24]
- Государственный комитет Республики Беларусь по надзору за безопасным ведением работ в промышленности и атомной энергетике (Госпроматомнадзор) – переименование Государственного комитета БССР по надзору за безопасным ведением работ в промышленности и горному надзору, 23 сентября 1994 года реорганизован путём присоединения к Министерству по чрезвычайным ситуациям и защите населения от последствий катастрофы на Чернобыльской АЭС на правах Комитета по надзору за безопасным ведением работ в промышленности и атомной энергетике этого министерства с правами юридического лица[25]
- Государственный комитет Республики Беларусь по обеспечению нефтепродуктами (Госкомнефтепродукт) – переименование Государственного комитета БССР по обеспечению нефтепродуктами, 14 сентября 1992 года упразднён в связи с образованием Комитета по нефти и химии при Совете Министров[26]
- Государственный комитет Республики Беларусь по печати (Госкомпечать; первое формирование) – переименование Государственного комитета БССР по печати, 10 января 1992 года упразднён в связи с образованием Министерства информации[27]
- Государственный комитет Республики Беларусь по печати (Госкомпечати; второе формирование) – образован 10 ноября 1995 года в связи с реорганизацией Министерства культуры и печати, 24 сентября 2001 года преобразован в Министерство информации[28]
- Государственный комитет Республики Беларусь по проблемам последствий катастрофы на Чернобыльской АЭС (Госкомчернобыль) – переименование Государственного комитета БССР по проблемам последствий катастрофы на Чернобыльской АЭС, 23 сентября 1994 года реорганизован путём присоединения к Министерству по чрезвычайным ситуациям и защите населения от последствий катастрофы на Чернобыльской АЭС с созданием Комитета по проблемам последствий катастрофы на Чернобыльской АЭС в составе этого министерства[29]
- Государственный комитет Республики Беларусь по промышленности и межотраслевым производствам (Госкомпром) – переименование Государственного комитета БССР по промышленности и межотраслевым производствам, 23 сентября 1994 года преобразован в Министерство промышленности[30]
- Государственный комитет Республики Беларусь по статистике и анализу (Госкомстат) – переименование Государственного комитета БССР по статистике и анализу (официально переименован 10 января 1992 года), 23 сентября 1994 года преобразован в Министерство статистики и анализа[31]
- Государственный комитет Республики Беларусь по телевидению и радиовещанию (Гостелерадио; первое формирование) – переименование Государственного комитета БССР по телевидению и радиовещанию, 10 января 1992 года упразднён в связи с образованием Министерства информации[32]
- Государственный комитет Республики Беларусь по телевидению и радиовещанию (Гостелерадио; второе формирование) – образован 14 марта 1994 года в связи с упразднением Национальной государственной телерадиокомпании Беларуси, 5 августа 1994 года упразднён в связи с созданием Национальной государственной телерадиокомпании Республики Беларусь[33]
- Государственный комитет Республики Беларусь по топливу и газификации (Госкомтопгаз) – переименование Государственного комитета БССР по топливу и газификации, 13 апреля 1992 года упразднён в связи с созданием Белорусского концерна по топливу и газификации (концерна «Белтопгаз»)[34]
- Государственный комитет Республики Беларусь по труду и социальной защите населения (Госкомтруда) – переименование Государственного комитета БССР по труду и социальной защите населения (официально переименован 10 января 1992 года), 23 сентября 1994 года преобразован в Министерство труда[35]
- Государственный комитет Республики Беларусь по управлению государственным имуществом и приватизации (Госкомимущества) – образован 16 июня 1993 года в результате преобразования Комитета по управлению государственным имуществом при Совете Министров, 14 марта 1994 года преобразован в Министерство по управлению государственным имуществом и приватизации[36]
- Государственный комитет Республики Беларусь по физической культуре и спорту (Госкомспорта) – переименование Государственного комитета БССР по физической культуре и спорту (официальное переименование 10 января 1992 года), 23 сентября 1994 года реорганизован путём присоединения к Министерству культуры и печати с созданием Комитета по спорту этого министерства[37]
- Государственный комитет Республики Беларусь по экологии (Госкомэкологии) – переименование Государственного комитета БССР по экологии, 14 марта 1994 года преобразован в Министерство природных ресурсов и охраны окружающей среды[38]
- Государственный комитет Республики Беларусь по экономике и планированию (Госэкономплан) – переименование Государственного планового комитета (Госплана) БССР, 14 марта 1994 года преобразован в Министерство экономики[39]
- Государственный комитет судебных экспертиз Республики Беларусь – образован 22 апреля 2013 года на базе экспертно-криминалистических подразделений органов внутренних дел, Государственной службы медицинских судебных экспертиз и 80-й центральной военной судебно-медицинской лаборатории Министерства обороны, отдела исследований и экспертиз чрезвычайных ситуаций центра нормирования и экспертизы в области защиты населения и территорий от чрезвычайных ситуаций учреждения «Научно-исследовательский институт пожарной безопасности и проблем чрезвычайных ситуаций» МЧС, отделений (групп) обеспечения функционирования государственной системы предупреждения и ликвидации чрезвычайных ситуаций и гражданской обороны, исследований, экспертиз чрезвычайных ситуаций и пожаров научно-практических центров областных (Минского городского) управлений МЧС, отделения исследований и экспертизы пожаров учреждения «Научно-исследовательский центр Витебского областного управления МЧС Республики Беларусь»[40]
- Государственный комитет финансовых расследований Республики Беларусь (ГКФР) – образован 11 февраля 1998 года на базе Главного управления налоговых расследований Государственного налогового комитета, 24 сентября 2001 года присоединён к Комитету государственного контроля[41]
- Государственный налоговый комитет Республики Беларусь (ГНК) – образован 11 января 1997 года в результате преобразования Главной государственной налоговой инспекции при Совете Министров, 24 сентября 2001 года преобразован в Министерство по налогам и сборам[42]
- Государственный патентный комитет Республики Беларусь (Белгоспатент) – образован 11 января 1997 года в результате преобразования Государственного патентного ведомства Министерства образования и науки, 24 сентября 2001 года вошёл в состав вновь образованного Комитета по науке при Совете Министров[43]
- Государственный пограничный комитет Республики Беларусь (Госпогранкомитет) – образован 25 сентября 2007 года в результате переименования Государственного комитета пограничных войск[44]
- Государственный таможенный комитет Республики Беларусь (ГТК) – образован 20 сентября 1991 года в результате преобразования Белорусского управления Государственного таможенного комитета СССР[45]
- Комитет государственного контроля Республики Беларусь (КГК) – образован 5 декабря 1996 года путём преобразования Службы контроля Президента Республики Беларусь[46]; иногда выделяется из общего списка государственных комитетов и относится к высшим органам государственной власти[47]
- Комитет государственной безопасности Республики Беларусь (КГБ) – переименование Комитета государственной безопасности БССР[48]
- Национальный статистический комитет Республики Беларусь (Белстат) – образован 26 августа 2008 года в результате преобразования Министерства статистики и анализа[49]
- Следственный комитет Республики Беларусь – образован 12 сентября 2011 года на базе следственного аппарата системы органов прокуратуры, подразделения предварительного расследования системы органов внутренних дел и системы органов финансовых расследований Комитета государственного контроля[50]